# Cuộc nổi dậy Phan Bá Vành
Cuộc khởi nghĩa Phan Bá Vành (bắt đầu: 1821?, kết thúc: 1827) là cuộc khởi nghĩa nông dân kéo dài nhất, phạm vi ảnh hưởng rộng nhất do Phan Bá Vành lãnh đạo nhằm chống lại đường lối cai trị của nhà Nguyễn ở nửa đầu thế kỷ 19 trong lịch sử Việt Nam.

## Bối cảnh và nguyên nhân
Mặc dù các vua đầu triều Nguyễn có nhiều cố gắng, nhưng các mặt nông, công, thương,... đều suy đốn và đình trệ, làm cho các tầng lớp nhân dân mà đại bộ phận là dân lao động nghèo lâm vào cảnh sống ngày càng cơ cực. Chẳng những nhà Nguyễn không cải thiện được tình tình mà trái lại, ngày càng thêm rối ren.
Nạn chiếm đoạt và tập trung ruộng đất của giới địa chủ, nạn những nhiễu của giới quan lại, chế độ thu tô thuế và lao dịch khắc nghiệt, thêm vào đó là nạn thiên tai và ôn dịch xảy ra luôn... tất cả đã làm cho mâu thuẫn xã hội ngày càng gay gắt, càng làm bùng lên làn sóng đấu tranh quyết liệt của các tầng lớp nhân dân nghèo đói ở khắp mọi miền đất nước chống lại chế độ cai trị của nhà Nguyễn.
Căn cứ sử biên niên của triều Nguyễn, thì chỉ tính trong nửa đầu thế kỷ 19 đã có gần 400 cuộc nổi dậy, trong đó riêng thời Minh Mạng có tới 254 cuộc, lớn nhất là các cuộc nổi dậy của: Lê Văn Khôi (1833-1836), Nông Văn Vân (1833-1836), Lê Duy Lương (1832-1838) và cuộc nổi dậy này.
Trong Đặng gia thế phả có đoạn chép: 
...Nhân lúc triều Nguyễn nhu nhược, chuyên lo dùng của cải xây đắp thành quách cung điện, bê trễ đê điều, đồng ruộng nông trang luôn năm lụt lội, dân tình đói rách, làng mạc điêu tàn, nhũng loạn khắp nơi... Có ông Phan Bá Vành ở miền Thái Bình, nhân nạn đói năm 1821 tập hợp dân chúng chống lại triều đình, được dân đi theo, lập căn cứ chính ở Trà Lũ .

## Sơ lược thân thế Bá Vành
Phan Bá Vành (?-1827) , tục gọi Ba Vành (vì là con thứ ba trong gia đình), sinh trưởng tại làng Minh Giám , thuộc huyện Vũ Tiên (nay là huyện Vũ Thư, tỉnh Thái Bình).
Cha ông làm nghề chèo đò và nuôi bán cá giống, nhưng vì cha mất sớm nên Phan Bá Vành phải sớm đi làm thuê để phụ nuôi sống gia đình.
Theo Ngô Thế Phả, ông tổ xa là Ngô Kinh, Ngô Từ (người làng Động Bàng huyện Yên Định tỉnh Thanh Hóa), vốn là khai quốc công thần đời vua Lê Thái Tổ. Ngô Từ là cha đẻ của Ngô Thục hoàng Thái hậu (mẹ đẻ Lê Thánh Tông). Đến khi sang nhà Mạc cướp ngôi, sợ bị hãm hại, đổi thành họ Phan chạy vào Trà Kế - Nghệ An, sau ra Phượng Lủ - Hưng Yên (hoặc Kim Lũ (Lủ), Hà Nội). Đời Phan Chính Nhiệm (Niệm) rời về đất Trà Lũ - Nam Định. Từ đời thứ 7, Phan Tấn  Minh sang lập nghiệp ở làng Minh Giám, Vũ Tiên. Từ Phan Tấn Minh đến Phan Bá Vành là đời thứ 5.
Sau này Phan Bá Vành chọn Trà Lũ (Nam Định) làm căn cứ chính.
Trong một bài vè ở Thái Bình có câu:
Minh Giám quê của Bá Vành
Mẹ tên là Vẻ, cha sinh chèo đò 
Thêm nghề bán cá con so,
Vành trên lưng mẹ nằm thò cổ ra...
Mẹ là Mai Thị Vẻ, quê làng Cội Khê (tức Hội Khê, huyện Vũ Tiên, Thái Bình).
Tương truyền, Phan Bá Vành là người rất khỏe mạnh, giỏi võ nghệ và có tài ném lao. Minh đô sử chép "Vành sinh ra cánh tay dài khỏe như vượn, giỏi bắn, trên đùi mọc lông đen cứng như nhím, ăn khỏe hơn người có thể phóng mũi lao giết người cách ngoài 100 bộ, trăm lần không sai một, cầm bắp cày ném xa từ đầu đến cuối ruộng, bao giờ cũng trúng đích" Trà Lũ xã chí ghi "Ba Vành...là người có sức khỏe phi thường, có thể phóng tiêu giết cả trăm người không sót một".
Gia đình còn có
- Anh cả Phan Thanh Cầu: tôn làm Thành hoàng làng Minh Giám, Thái Bình
- Người thứ hai: mất tích? Phan Bá Vinh ở Tu Vũ, Phú Thọ
- Người thứ ba là Phan Bá Vành
- Người thứ tư là Phan Cầm: tôn làm Thổ kỳ làng Minh Giám, Thái Bình
- Người thứ năm là Phan Thị Bầu bị làm nhục rồi tự vẫn, được thờ làm tổ cô.
Một phát hiện gần đây của GS. NGND Nguyễn Đình Chú cho rằng Phan Bá Vành còn có người anh trai tên Phan Quý Công huý tự Bá Vinh. Sinh năm 1788. Mất năm 1848. Chạy trốn khỏi sự truy sát đến Tu Vũ - Thanh Sơn - Thanh Thủy - Phú Thọ.

## Diễn biến cuộc nổi dậy
Bất mãn vì đường lối cai trị của nhà Nguyễn, khoảng năm 1821, Phan Bá Vành tập hợp dân nghèo khổ vùng Nam Định, Thái Bình (tức vùng Sơn Nam Hạ cũ) nổi dậy chống triều đình nhà Nguyễn.
Với chủ trương "lấy của nhà giàu chia cho dân nghèo", ngay từ giai đoạn đầu, người đi theo đã có hơn 5.000, về sau thêm mấy ngàn quân của thủ lĩnh Ba Hùm (người Mường) từ thượng du Thanh Hóa cùng với quân nổi dậy ở các tỉnh lân cận kéo đến hiệp lực, thì lực lượng của ông đã lên đến hàng vạn.
Những năm 1824-1825, nạn đói diễn ra ở Hải Dương, Sơn Nam; khiến dân nghèo theo ông càng đông. Lại được sự giúp đỡ của Nguyễn Hạnh (tướng cũ của nhà Tây Sơn, được Ba Vành phong chức hữu quân), Vũ Đức Cát (quan nhà Nguyễn bị cách chức), Ba Hùm (thủ lĩnh người Mường)... và một số nhân vật có tiếng ở địa phương như Trần Bá Hựu, Hai Đáng, Chiêu Liễn,... nên thanh thế Ba Vành ngày càng tăng. Bởi vậy sau này trong Vè Ba Vành ở vùng Thái Bình có câu:
Nghênh ngang một cõi biên thùy,
Thiếu gì tướng tá, thiếu gì binh lương... 
Tháng 2 (âm lịch) năm Minh Mạng thứ 7 (1826), từ đại bản doanh tại thôn Phú Nhai, thuộc làng Trà Lũ (nay thuộc 3 xã Xuân Trung, Xuân Bắc, Xuân Phương huyện Xuân Trường, tỉnh Nam Định), Phan Bá Vành dẫn quân đi đánh chiếm đồn Trà Lý và đồn Lân Hải (Kiến Xương, thuộc Thái Bình), giết được hai viên thủ ngự sứ là Đặng Đình Liễu và Nguyễn Trung Diễn. Tiếp đó, thủ lĩnh Ba Vành cho quân đánh lan ra vùng Kiến Xương, Vũ Tiên, Chân Ninh (thời Thành Thái đổi thành Trực Ninh)... Trấn thủ Sơn Nam Lê Mậu Cúc hay được, mang quân đến đàn áp. Hai bên giao chiến ác liệt tại Cồn Tiên (Tiền Hải). Đến khi trấn thủ Cúc tử trận, thì quân triều quăng vũ khí, bỏ thuyền bè mà chạy cả.
Nghe tin cấp báo, vua Minh Mạng sai thống chế Trương Phúc Đặng kéo quân ra Bắc để tiễu trừ. Đến nơi, tướng Phúc Đặng cho quân đánh bất ngờ Giao Thủy. Thua trận, quân sư Vũ Đức Cát chạy ra An Quảng, rồi đến xã Đông Hào thì bị bắt và bị giết ngay.
Tháng 12 (âm lịch) năm ấy, Phan Bá Vành và Nguyễn Hạnh lại tập hợp được hơn 5.000 quân, mang đi tấn công vào hai huyện là Tiên Minh và Nghi Dương thuộc tỉnh Hải Dương. Tiếp theo, hai ông liên kết với nhóm Tàu Ô để mở rộng hoạt động ra các vùng ven biển thuộc vịnh Bắc Bộ.
Liệu chống không nổi, trấn thủ Hải Dương là Nguyễn Đăng Huyên lại phải cầu cứu đến triều đình Huế. Vua Minh Mạng liền thăng cho Trương Văn Minh làm tiền phong đô thống chế chuyên quản lý Bắc thành, để hiệp đồng với tham hiệp Nghệ An là Nguyễn Hữu Thận coi việc quân.
Không yên tâm, nhà vua lại chuẩn cho tham hiệp Thanh Hóa là Nguyễn Công Trứ, tham biện Nghệ An Nguyễn Đức Nhuận, quản cơ Thanh Hóa Vũ Văn Bảo, quản cơ Nghệ An Trương Văn Tín cùng mang quân thủy bộ và 14 chiến thuyền ra gấp Hải Dương hội tiễu.
Mặc dù vậy, đầu năm Đinh Hợi (1827), quân Ba Vành vẫn kiên trì hoạt động mạnh ở vùng phủ Thiên Trường (Nam Định) và phủ Bo (tức phủ thành Kiến Xương). Nhận được tấu sớ xin thêm quân, vua Minh Mạng bèn sai hậu quân phó tướng Ngô Văn Vĩnh mang hai vệ quân ở Kinh đô Huế, cùng một số lính thuộc vệ quân Thần Sách ở Nghệ An đi gấp ra Bắc.
Tính ra, vua Minh Mạng đã điều động hầu hết lực lượng quân đội ở Bắc thành, Nghệ An, Thanh Hóa và một phần ở Huế để đối phó với quân của Phan Bá Vành .
Tháng 2 (âm lịch) năm Đinh Hợi (tháng 3 năm 1827), nhà vua cho Thân Văn Duy coi tào binh Bắc thành, kiêm tham tán việc quân.
Sau khi bị đánh lui ở sông Bổng Điền, quân Ba Vành lại kéo đến vây chặt cánh quân của Phạm Đình Bảo (hay Bửu) ở chợ Quán, buộc các tướng Phạm Văn Lý, Nguyễn Công Trứ, Nguyễn Văn Phong phải mang ba đạo quân đến cứu, đuổi quân nổi dậy chạy về căn cứ ở làng Trà Lũ. Để chống cự lâu dài, Phan Bá Vành cho quân đào đắp thêm hào lũy ở đây.
Nhận định về căn cứ Trà Lũ, quan Bắc thành là Nguyễn Hữu Thận và Trương Văn Minh tâu lên vua Minh Mạng rằng "Giặc nay đóng ở Trà Lũ, đất hiểm, đường hẹp, lại thêm mưa dầm, đánh gấp chưa tiện"

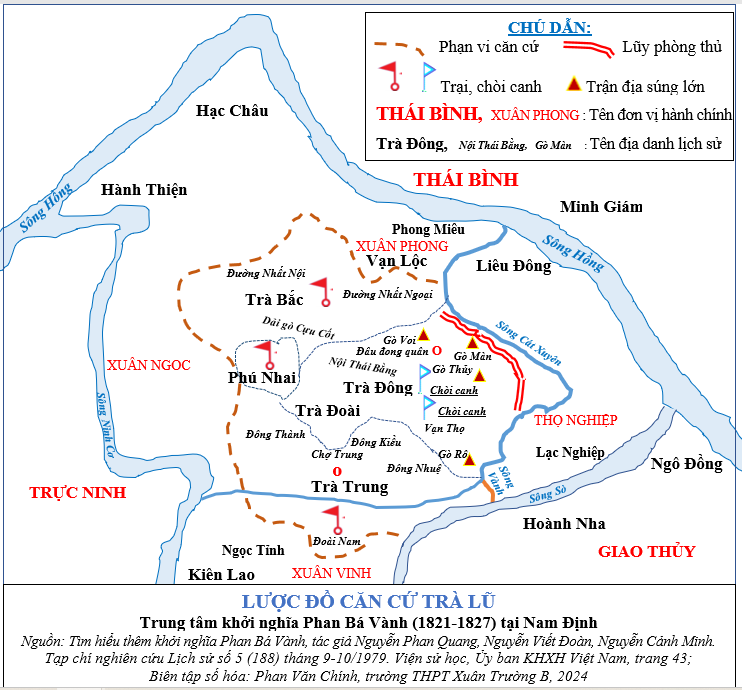
Lược đồ căn cứ Trà Lũ, tại Nam Định

Tương truyền, có nhiều chỉ huy dưới quyền đã khuyên Phan Bá Vành nên đánh ngay lúc quân triều mới đến, tức lúc họ đang mệt nhọc và chuẩn bị chưa xong. Nhưng vì nghe theo lời người vợ lẽ là Trần Thị Tú (con gái của viên trấn thành Phủ Bo mà ông đã bắt được khi đánh chiếm nơi này), nên ông cứ đóng chặt cửa thành cố thủ.
Sau khi quân triều từ các nơi kéo về vây kín Trà Lũ, các tướng nhà Nguyễn liền cho phát pháo tấn công. Quân nổi dậy chống cự quyết liệt, bị chết quá nửa. Biết vợ lẽ thông đồng với đối phương là tướng Phạm Văn Lý, Ba Vành liền sai quân chém chết . 

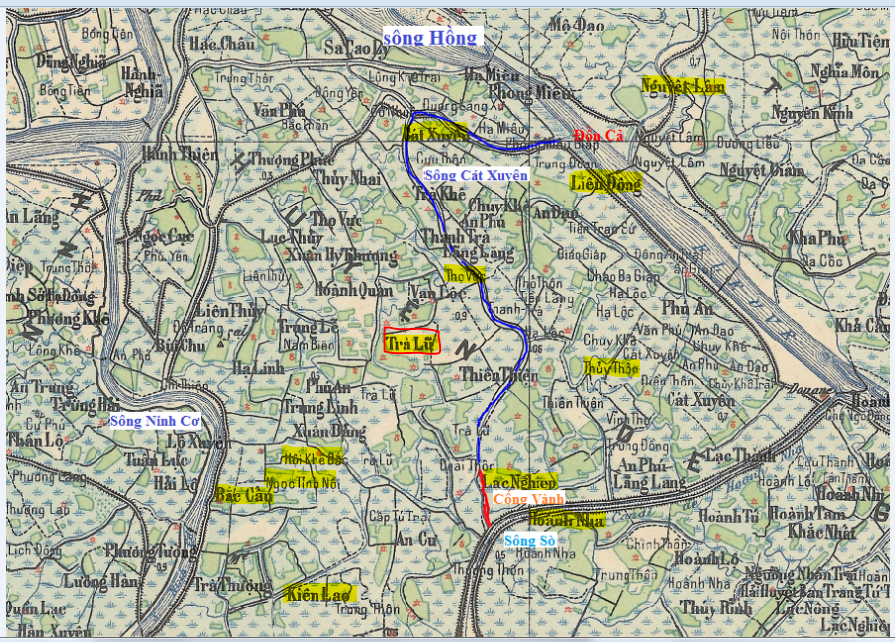
Sơ đồ một số địa danh trong khởi nghĩa Phan Bá Vành

Một đêm, Ba Vành cho quân khơi một con ngòi chạy từ sông Cát thông đến sông Ngô Đồng (sau dân gian gọi con ngòi này là sông Thanh Quan - Cống Vành), để mở đường chạy ra biển. Rạng sáng, quân nổi dậy theo con đường thủy ấy ào ạt phá vây, nhưng rồi bị quân triều do Phan Bá Hùng chỉ huy chặn đánh tan tác hết.
Trong cơn binh lửa, Phan Bá Vành bị thương rồi bị bắt sống, cùng với 765 thuộc hạ. Trên đường áp giải, Phan Bá Vành cắn lưỡi tử tử, còn số quân lính trên đều bị xử cực hình.
Ngay sau đó, theo lệnh của vua Minh Mạng, làng Trà Lũ bị tháo dỡ phá hết nhà cửa, lũy tre, cây cối, không sót một thứ gì.

## Các tướng tiêu biểu
Các tài liệu thường nói đến "Nam Hải thập bát tướng". Phan Bá Vành đã tập hợp thành phần quân khởi nghĩa gồm nhiều tầng lớp từ nông dân, hào phú, địa chủ, quan lại nhỏ, quan lại về hưu bất mãn, đô vật giỏi võ, người dân tộc và phụ nữ.
Nguyễn Hạnh
Ông người xã Nhân Dục, ông là tướng hữu quân, khởi nghĩa thất bại ông trốn ra bờ biển và mất tích.
Theo Gaultier trong cuốn Minh Mạng xuất bản Paris 1935, cho rằng Nguyễn Hạnh là tướng chiến đấu trung thành của Nguyễn Huệ. Khi Tây Sơn đổ ông chạy sang Lào, rồi sang Trung Quốc, đến đời Minh Mạng thì vượt biên về tụ quân khởi nghĩa cùng Ba Vành.
Phan Khánh
Người Trà Lũ, chỉ huy tiền đồn làng Trà Đông (xã Xuân Phương), đối diện trực tiếp với quân triều đình từ cửa Phong Miêu vào sông Cát Xuyên (xã Xuân Thành - Xuân Trường). Trận đánh ở Phong Miêu do Phan Khánh chỉ huy đã giết tướng Nguyễn Cúc của triều đình.

Ông có biệt tài đấu vật, sở trường kiếm thuật, để đầu trọc nên còn gọi là Đô đầu giáo. Thời Gia Long giữ chức Đội trưởng quân doanh, mãn hạn thì về.
"Cháu ngoại họ Phan có tên là Khánh (ý nói cháu ngoại Vũ Tân - đô vật Trà Lũ nổi tiếng đánh với Thống chế Nam Định tên Nhật) làm đội trưởng, mãn hạn dở về. Cuộc biến cố năm Đinh Hợi, bị Ba Vành hiệp trùng. Khi ra trận quan quân đem voi chiến đàn áp, quân giặc Vành đều chạy bạt, chỉ một mình Khánh cầm 2 cây gươm xông vào đánh voi, voi cuốn vòi chạy lui, biến thua thành được" 
Hai Đáng
Người Trà Lũ Bắc, giữ chức Trưởng tả quân. Ông giỏi võ, khiên đao lừng lẫy, có tài ngoại giao, quân lương - còn gọi là Bát lương (Tống lương), biệt tài bơi lội, đã giao chiến với Thống chế Trương Phúc Đặng ở bến đò Mỹ Đồng (gần cầu Tân Đệ).

Ông chỉ huy căn cứ Đường Nhất - phía tây bắc làng Trà Bắc (xã Xuân Bắc) có thể tiến quân qua sông Hồng sang Thái Bình khi cần. Những mặt trận nào gay go quyết liệt đều cử Hai đáng đến gây thanh thế cho nghĩa quân.
Trận quyết chiến cuối cùng của nghĩa quân, Phan Bá Vành bị thương nặng vào vai và đùi, nghĩa quân tan vỡ. Hai Đáng cõng Vành chạy vào bãi sú vẹt Hoành Nha. Ông chạy băng qua ruộng lầy, hai giải khố bay thẳng băng về sau không lúc nào chùng xuống. Cứu chủ tướng thoát vây, Hai Đáng quay lại tiếp tục chiến đấu. Cuối cùng ông bị bắt cùng Chưởng tiền quân Chiêu Liễn cùng hơn 800 người và bị chém đầu

Vở kịch "Ba Vành" có câu: " Mến phủ Kiến Xương, thấy uy danh Vành xuất hiện ai chẳng kinh hơi... Trước đom đóm sau ra bó đuốc. Khi ra bó đuốc Vành đi chiêu những kẻ án đào, rủ rỉ khéo léo làm sao, có Hai Đáng, Ba Điều, Trần Diễn..."
Nhân dân Trà Lũ rất tự hào có Hai Đáng: " Ba Vành trị nước lên ngôi / Trà Lũ chúng tôi có ông Hai Đáng".
Trần Bất Hựu
Còn gọi là Trần Bá Hựu hay Ba Bất. Ông là con thứ 2 của Trần Bá Hổ và là cháu Phiêu kị uý Hoài viễn tướng quân Trần Tuấn triều Lê. Ông cùng Hai Đáng, Ba Hầm đón Phan Bá Vành về đóng đồn tại làng Trà Lũ. Chỉ huy phía nam đại bản doanh Trà Lũ từ cử sông Trà Thượng, sông Ninh cơ đến chợ Trung (xã Xuân Trung). Ông đã chỉ huy trận đánh ở Hậu Đồng - tha ma Kiên Lao (xã Xuân Tiến, Xuân Kiên -Xuân Trường), khi quân triều đình tấn công căn cứ Trà Lũ, từ cửa Trà Thượng - Ninh Cơ (Xuân Ninh - Xuân Trường)
Khi thua trận, ông chạy vào miếu thôn Ngọc Tỉnh, lấy mũ áo thần mặc vào rồi ngồi lên ngai thờ. Quan quân phát hiện ra bắt chém. Ông chửi mắng đến lúc chết. Vì thế mới có câu "Gan như gan Bất Hựu".
Từ đó nhân dân Ngọc Tỉnh (xã Xuân Kiên - Xuân Trường) có bài vị thờ Bất Hựu tục gọi là đền Bà Hội.
Anh ruột Bất Hựu là Trần Bá Sĩ tức Chiêu Võ cũng là tướng của Phan Bá Vành. Nay còn miếu thờ ở ngã ba thôn Đông Nhuệ (xã Xuân Trung) gọi là miếu ông Quận.
Vũ Đức Cát
Người làng Yên Đội Hạ, tổng Hà Cát này là Đông Cao - Tiền Hải - Thái Bình. Triều Nguyễn, ông giữ chức Thủ ngự sử của Ba Lạt, có công rất lớn khi đem 200 chiếc thuyền biển đóng giữ cửa Trà Lý mai phục quân triều đình. Lúc đánh chiếm đồn Trà Lý - Lân Hải ông đã ngoài 70 tuổi. Sau ông bị bắt, Tổng trấn băc thành là Nguyễn Hữu Thận chém đầu trước rồi nộp Minh Mạng nên bị giáng chức.
Ba Hầm

Tên thật là Nguyễn Hổ, cũng gọi là Chiêu Hổ, người xóm Khẩu Tam (xã Xuân Bắc - Xuân Trường), là con cả Tiên chỉ Nguyễn Huy Đồng. Cha bị quan địa phương bắt giam, Ba Hầm liền đi theo Phan Bá Vành. Minh đô sử chép rằng: 
" Khi ấy ở Trà Lũ, Lê Thế Miện có việc kiện, vô cớ bắt giam Tiên chỉ Nguyễn Huy Đồng. Chiêu Hổ tức Ba Hầm là con cả ngậm oán, đến mượn bè đảng phục thù".
Trong trận quyết chiến cuối cùng ở Trà Lũ, nghĩa quân Phan Bá Vành tan rã, Chiêu Hổ bỏ trốn vào Thanh Hoá.
Ba Hùm
Người dân tộc Mường thượng du tỉnh Thanh Hóa, thường gọi là Thượng đạo tướng quân. Khi khởi nghĩa nổ ra ông đã dẫn ba nghìn người gia nhập nghĩa quân.
Vè vùng Xuân Trường còn có câu
"Hùm trong Thanh (Thanh Hóa) nghe tiếng men ra
Định mưu rước Ba Vành về Lũ (Trà Lũ)"
Ngoài ra còn có Lang Đinh và Đốc chiến Bồi cùng là những tướng giỏi của Phan Bá Vành
Vũ Thị Hinh
Là vợ Hai Đáng, cũng là tướng của Phan Bá Vành. Tương truyền bà giỏi võ, được giao việc vận động nhà giàu nộp thóc và tiếp tế lương thực cho nghĩa quân. Có lần bà giết chết một tên phản bội, đánh trống báo hiệu cho nghĩa quân đang trên đường từ Thái Bình kéo sang Trà Lũ. Bà tham gia nhiều trận lớn như trận Chợ Quán, trận Mĩ Bổng, trận quyết chiến cuối cùng ở Trà Lũ.
Mỗi khi đi chợ bà đội cái thúng có đặt ngang một thanh gươm. Một lần có 4 tên đón đường nhìn bà cười nhạo, bà vung gươm giết chết cả 4 tên. Sau trận Trà Lũ, nghĩa quân tan vỡ, không thấy tăm tích bà đâu. Trong trận này, quan quân bắt 7 - 800 người, có vài trăm phụ nữ, phá hết nhà cửa cây cối không sót một thứ gì.
Đặng Bá Mãng
Dòng dõi nhà quan võ, sau làm tướng cho Ba Vành. Khởi nghĩa thất bại, họ Đặng bị tru di, ông đổi sang họ Cao lánh đến tổng Hướng Đạo huyện Kim Sơn tỉnh Ninh Bình.
Một số tướng khác
Bà Trần Thị Tý ngừoi xã Quần Anh - Hải Hậu - Nam Định
Cụ Quận Nghé, cụ Phạm Đức Thịnh người làng Lạc Nghiệp, cụ Cai Quy ở làng Trà Thủy xã Thọ Nghiệp - Xuân Trường - Nam Định.
Cụ Ba Điều, người họ Trần làng Dịch Diệp huyện Chân Ninh nay là xã Trực Chính - Trực Ninh - Nam Định.
Cụ Đoàn Ngọc Châu, Người Trực Ninh sau lập nghiệp tại Trà Trung - Hải Nam - Hải Hậu - Nam Định

## Truyền miệng
Dân vùng Tháí Bình - Nam Định còn lưu truyền một số câu sau

Bài vè của bà giá mù Xuân Bắc
"Vua Ba Vành trị nước lên ngôi
Trà Lũ chúng tôi có ông Hai Đáng
Dựng cờ dăm tháng
Chưa được bao lâu
Tiền gạo đâu đâu
Cũng đều đem đến
Tiền như tiền hến
Của cải đề đa
Khách vào khách ra
Biết đâu mà kể
Đón quan dưới bể
Là ông quận Binh
Đón quan trong Thanh
Là ông quản Đao
Đón quan hải đảo
Là ông Chiêu Liễn
Sớm chiều uyển chuyển
Càng được lòng dân
Vành mới xuất quân
Giết ngay Trần Cúc
Triều đình thu phục
Vành chẳng chịu theo
Chỉ có một điều
Phất cờ khởi nghĩa
Vì dân cố giữ
Trà Lũ, An Bồi
Nhưng bởi lòng trời
Chưa phù Vành Đáng
Hai ông bỏ mạng
Vì nghĩa quên mình"
"Trời mà không phụ ông Vành
Quan quân nhà Nguyễn tan tành ra tro."

"Trên trời có ông sao tua
Ở dưới hạ giới có vua Ba Vành."

"Trên trời có ông sao tua,
Ở làng Trà Lũ có vua Bá Vành."

"Trên trời có ông sao tua,
Ở làng Minh Giám có vua Bá Vành.'

## Tồn nghi

### Năm nổi dậy
Cho đến nay, năm Phan Bá Vành nổi dậy vẫn chưa được rõ ràng. Một số tác giả, trong đó có Trần Trọng Kim, Phạm Văn Sơn đã căn cứ vào Đại Nam thực lục, Quốc triều sử toát yếu để cho rằng cuộc nổi dậy xảy ra vào tháng 2 (âm lịch) năm Minh Mạng thứ 7 (1826).
Tuy nhiên, có ý kiến dựa vào quyển Trần tộc gia phả diễn âm (Trần tộc ở làng Đông Thành) để cho rằng đó là năm 1825. Đoạn thơ ấy như sau:
Đời vua Minh Mạng lên ngôi,
Giữa năm Ất Dậu (1825) sao đuôi (sao chổi) ngang trời.
Bỗng đùng đùng bể khơi vang động,
Giặc Ba Vành ngang dọc một phương...
Còn quyển Đặng gia thế phả (đã dẫn trên), thì ghi năm 1821.
Vậy, rất có thể từ khoảng năm 1821 đến năm 1825, là giai đoạn chuẩn bị, đến tháng 2 (âm lịch) năm 1826 thì cuộc nổi dậy mới chính thức bùng nổ.

### Nguyên do bị bắt
Theo Nguyễn Phan Quang, mặc dù có một số tài liệu viết rằng Phan Bá Vành đã bị bắt (hoặc bị giết) trong đêm nghinh hôn (hoặc trong đêm về ăn giỗ nhà vợ), nhưng ở nhiều tài liệu khác (tuy có ít nhiều dị biệt) đều cho rằng ông đã bị thương rồi bị bắt trong trận đánh cuối cùng:
- Sách Quốc triều sử toát yếu (đã dẫn trên) và Minh đô sử đều chép Phan Bá Vành mở đường máu thoát thân nhưng bị Phan Bá Hùng dàn quân ra chặn bắt.
- Trong Trà Lũ xã chí:

Thế tiến thoái đều khốn quẫn, Phan Bá Vành bèn cho đào sông dài hơn 100 trượng từ sông Cát đến sông Ngô Đồng. Nhưng vì nước cạn, thuyền không đi được, đạn đại bác (của quân triều) dội xuống như mưa. Ba Vành bị thương, bị chánh tổng Hoàng Nha là Lê Tuấn do thám bắt sống.
- Trong Trần chi tộc phả:

(Ba) Vành thu tàn quân đào sông dài ước khoảng 2.000 thước (800m) gọi là sông Xẻ, (cống gọi là cống Vành), một đêm đào sông, đem thuyền ra biển. Rạng đông, quan quân đuổi theo, hai bên bờ súng ra, quân Vành chết gần hết. (Ba) Vành một mình trốn thoát vào bãi lau sậy, hai ngày sau khát nước quá, đi tìm nước uống, bị tổng trưởng Hoành Nha là Lê Điển tri sát bắt được giải về. 
- Trong Quốc sử di biên của Phan Thúc Trực:

(Ba) Vành mở cống cho thuyền bơi ra; nước cạn thuyền không đi được, quan quân đánh khép lại, bắt được tướng ngụy là Đán, Liễn, Khương, Thự...hơn 10 người, chém vài trăm đầu, giặc nhảy xuống nước chết vài ngàn tên. Vành bị đạn bắn vào đùi, bị bắt...Vành cùng Đán, Liễn bị đóng cũi giải đi Bắc thành. Vành tự cắn lưỡi chết.
- Trong Truyện Phan Bá Vành của Văn Lang:

...Bị thương nặng, Phan Bá Vành cho gọi cai tổng Lê Tuấn là con một nghĩa quân thân tín ở Hoàng Nha, cõng ông về nhà cứu chữa. Biết không thể sống, ông sai Cai tổng Tuấn khiêng ông đi nộp quan để lấy thưởng. Đến địa phận xã Đồng Phú, huyện Thượng Nguyên (thuộc Mỹ Lộc, Nam Định ngày nay). Ông đã tự móc rốn, moi ruột tự tử (1827). Sau đó, nhà Nguyễn đã phanh thây Bá Vành thành bốn mảnh, còn đầu thì chặt đem bêu khắp ở các nơi thuộc địa bàn cuộc nổi dậy do ông lãnh đạo .

## Nhận định sơ bộ
Trước đây, Trần Trọng Kim gọi cuộc nổi dậy Phan Bá Vành là một trong số "những giặc có thanh thế to mà quan quân phải đánh dẹp khó nhọc" (tr. 202). Phạm Văn Sơn, thì liệt nó vào "những vụ phiến động ở Bắc Kỳ, có mục đích lật đổ chế độ" (tr. 344).
Sau này, một số nhà nghiên cứu sử người Việt, trong đó có Nguyễn Phan Quang, Trương Hữu Quýnh...đã gọi đây là một trong các "cuộc khởi nghĩa tiêu biểu đã làm rung chuyển cả một vùng đồng bằng ven biển Bắc Bộ" (Việt Nam thế kỷ 19, tr. 133), là "cuộc khởi nghĩa nông dân điển hình nhất của đầu thế kỷ 19, dưới thời nhà Nguyễn" (Đại cương lịch sử Việt Nam, tập 1, tr.459)...

## Lời bàn
Lời bàn chỉ để tham khảo:
Một số tác giả, trong đó có nhóm Trương Hữu Quýnh, đều cho rằng trong lúc Trà Lũ đang bị bủa vây, thì thủ lĩnh Ba Vành đang trúng kế mỹ nhân nên trì hoãn việc chuẩn bị đối phó. Vì vậy, khi quân triều từ các nơi kéo về vây kín, và đồng loạt tấn công thì mọi cố gắng chống đỡ của quân nổi dậy kể như vô hiệu.
Tuy nhiên, theo Nguyễn Phan Quang, thì "kế ấy hẳn có ít nhiều tác dụng", nhưng không thể là nguyên nhân "quyết định" khiến đại cuộc thất bại. Ông viết: 
Trà Lũ, tuy có nhiều ưu thế về mặt địa hình, nhưng một khi quân nhà Nguyễn chốt chặt hết các lối (nhất là lối thoát ra biển), thì mấy ngàn quân nổi dậy bị cô lập giữa một vùng đầm lầy.
Ở góc độ nào đó mà xét, việc Phan Bá Vành chuyển toàn bộ lực lượng về Trà Lũ, là một thất sách, thậm chí là một sự mạo hiểm và bế tắt...Kế mỹ nhân của quan tướng nhà Nguyễn, chẳng qua chỉ làm cho đại cuộc này kết thúc nhanh hơn mà thôi.
Được vậy, quan quân nhà Nguyễn đã phải chịu nhiều lao nhọc và tổn thất nặng nề....

## Sách tham khảo
- Quốc sử quán triều Nguyễn, Quốc triều sử toát yếu. Nhà xuất bản Văn Học, 2002.
- Trần Trọng Kim, Việt Nam sử lược (quyển 2). Trung tâm Học Liệu xuất bản, Sài Gòn, 1971.
- Phạm Văn Sơn, Việt sử tân biên (quyển 4). Tủ sách sử học Việt Nam xuất bản, Sài Gòn, 1961.
- Nguyễn Q. Thắng-Nguyễn Bá Thế, Từ điển nhân vật lịch sử Việt Nam. Nhà xuất bản Khoa học Xã hội, Hà Nội, 1992.
- Trương Hữu Quýnh (chủ biên)-Phan Đại Doãn-Nguyễn Cảnh Minh, Đại cương lịch sử Việt Nam (tập 1). Nhà xuất bản giáo dục, 2007.
- Nguyễn Phan Quang, Việt Nam thế kỷ 19 (1802-1884). Nhà xuất bản Thành phố Hồ Chí Minh, 2002.
- Nguyễn Phan Quang, Lịch sử Việt Nam (1427-1858), quyển 2, tập 2. Nhà xuất bản Giáo dục, 1977.
- Văn Lang, Truyện Phan Bá Vành in trong Danh nhân đất Việt (tập 3). Nhà xuất bản Thanh Niên, 1995.